# Кондрахино
Кондрахино — деревня в Туринском городском округе Свердловской области России.

## Географическое положение
Кондрахино расположено в 49 километрах к западу-северо-западу от города Туринска (по дорогам — 58 километров), на левом берегу реки Сусатки — правого притока реки Туры, напротив деревни Туманово.

## Население
| 2002 | 2010 | 2021 |
| ---- | ---- | ---- |
| 156  | ↘115 | ↘79  |